# Europäischer Maulwurf
Der Europäische Maulwurf (Talpa europaea), häufig auch nur Maulwurf genannt, ist eine Säugetierart aus der Familie der Maulwürfe (Talpidae) innerhalb der Ordnung der Insektenfresser (Eulipotyphla). Er kommt als einziger Vertreter der Gruppe in Mitteleuropa vor, ist darüber hinaus aber auch in Westeuropa und in Osteuropa anzutreffen. In seinem großen Verbreitungsgebiet nutzt er zahlreiche verschiedene Lebensräume, von Waldlandschaften über offene Gebiete bis hin zu Weiden und Parks und teilweise auch städtische Areale. Die Anwesenheit des Europäischen Maulwurfs in einer bestimmten Region ist stark von der Menge seiner genutzten Nahrungsressourcen abhängig. Äußerlich ähnelt der Europäische Maulwurf anderen nahe verwandten Arten. Die Tiere besitzen einen zylindrischen Körper mit kurzem Hals, spitz zulaufendem Kopf und kurzem Schwanz. Markant sind die breiten, schaufelartigen Vordergliedmaßen, die kräftige Krallen tragen. Das Fell hat überwiegend einen dunkelgrauen bis schwarzen Farbton, es kommen aber verschiedene Farbvarianten vor.
Überwiegend lebt der Europäische Maulwurf unterirdisch in selbst gegrabenen Tunneln und Gängen. Sie bilden ein komplexes Netzwerk aus oberflächennahen Bereichen, die zumeist der Nahrungssuche dienen, und tiefer in den Untergrund reichenden Abschnitten. In letzteren befinden sich auch die Schlafnester. An der Oberfläche werden die Ein- und Ausgänge zu den Tunnelsystemen durch charakteristische Auswurfhügel angezeigt, die sogenannten Maulwurfshügel. In Gebieten mit hohem Grundwasserspiegel baut der Europäische Maulwurf große „Burgen“. Die Hauptnahrung der Tiere besteht aus Regenwürmern, darüber hinaus auch aus anderen Wirbellosen bis hin zu kleinen Wirbeltieren. Dabei gibt es gewisse jahreszeitliche Schwankungen, was die Zusammensetzung der Nahrung betrifft. Für den Winter legen sie Vorräte an. Die einzelnen Individuen leben strikt einzelgängerisch, nutzen Reviere und sind innerhalb eines Tages in mehreren Phasen aktiv. Lediglich zur Paarungszeit finden Männchen und Weibchen zusammen. Dafür unternehmen die Männchen teils längere Wanderungen. Der Nachwuchs kommt nach kurzer Tragzeit im Frühjahr zur Welt und wird rund fünf bis sechs Wochen lang aufgezogen. Jungtiere sind aber zumeist erst im Folgejahr fortpflanzungsfähig.
Die wissenschaftliche Einführung des Europäischen Maulwurfs als Art erfolgte im Jahr 1758. Teilweise wurden ihm mehrere weitere Vertreter beigeordnet, die heute als eigenständig angesehen werden. Ungeklärt ist, ob mehrere Unterarten bestehen. Als Fossil ist er seit dem älteren Pleistozän bekannt und tritt, wenn auch in geringer Anzahl, an den verschiedensten Fundstellen auf. Der heutige Gesamtbestand gilt als nicht gefährdet. Lokal steht der Europäische Maulwurf aber teilweise unter Schutz. Durch seine Grabungstätigkeiten übt er einen gewissen Einfluss auf seine unmittelbare Umgebung aus, was Folgen für die Zusammensetzung der Pflanzen- und Tiergemeinschaft haben kann. Er wird dadurch vor allem unter wirtschaftlichen und gärtnerischen Aspekten teilweise als „Schädling“ angesehen.

## Merkmale

### Habitus

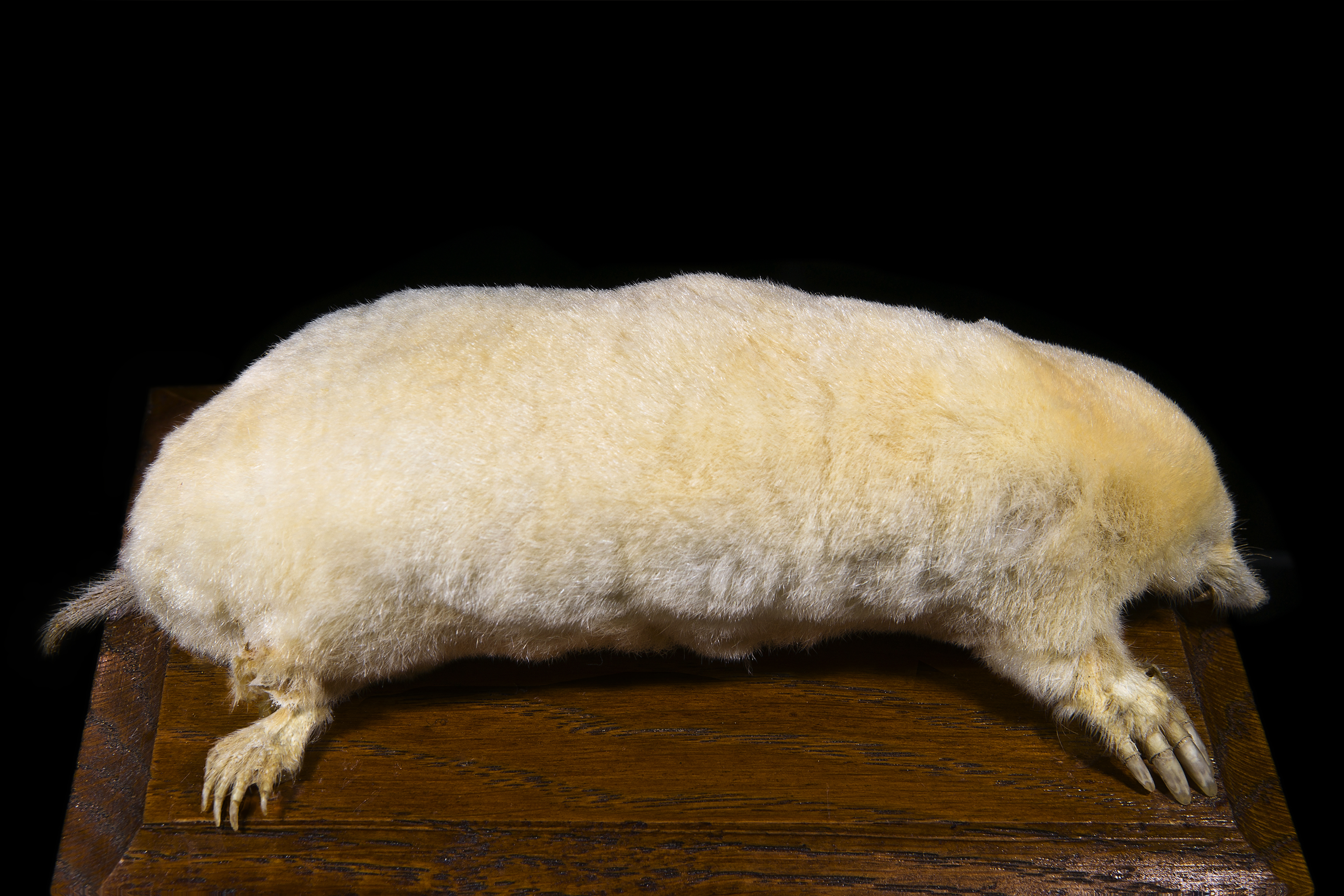
Die seltenen Albinos sind trotz ihres abweichenden Äußeren ebenfalls Europäische Maulwürfe

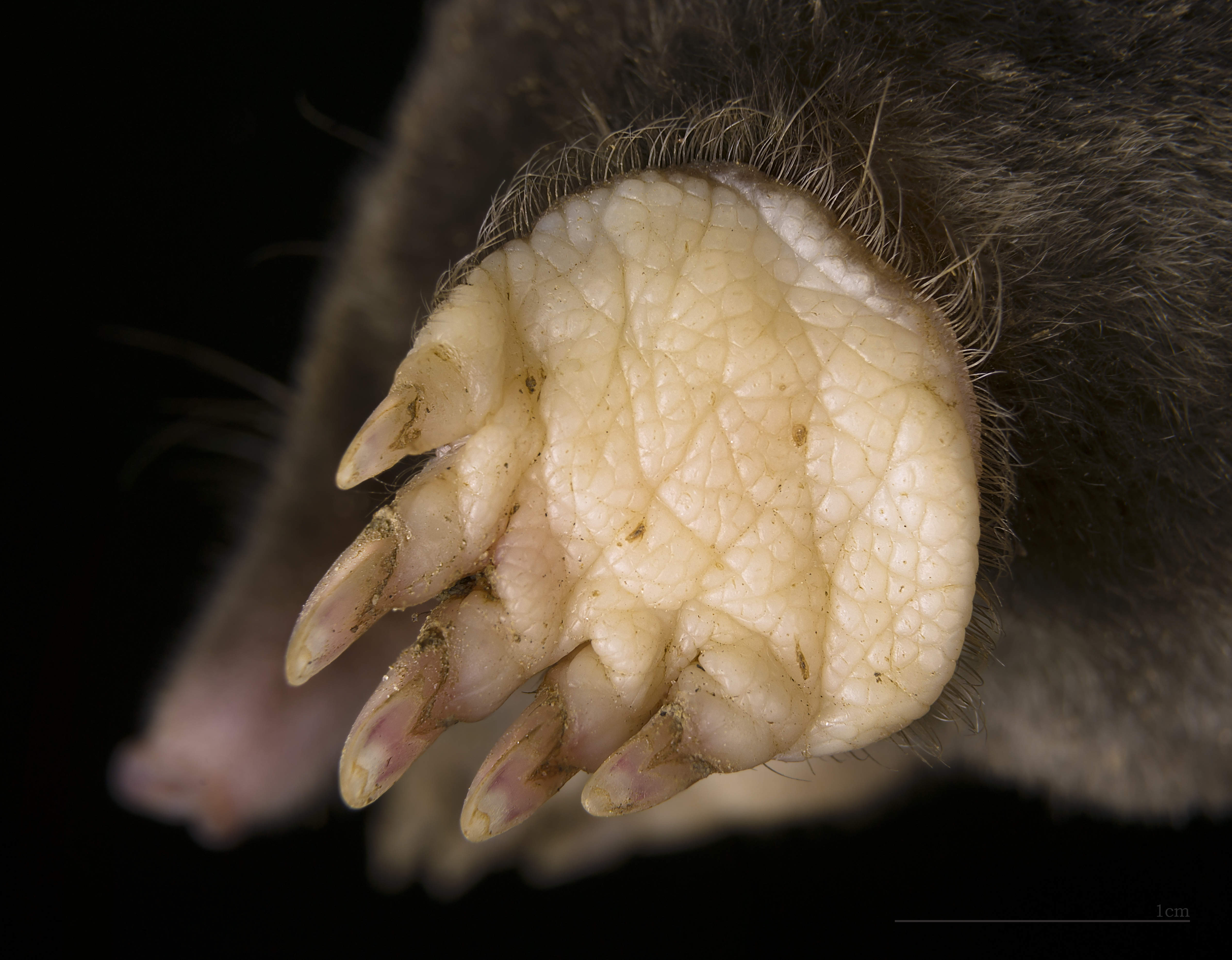
Innenhandfläche der linken Grabschaufel

Der Europäische Maulwurf ist ein mittelgroßer Vertreter der Eurasischen Maulwürfe (Talpa). Er erreicht eine Kopf-Rumpf-Länge von 11,3 bis 15,9 cm, der Schwanz wird 2,5 bis 4,0 cm lang. Das Gewicht variiert von 72 bis 128 g. Männchen sind zwischen 26 und 33 % größer als Weibchen. Generell gibt es eine starke regionale Variationsbreite bezüglich der Körpermaße. Tiere in nördlicheren Breitengraden und höheren Berglagen tendieren zu einer geringeren Größe, außerdem führen extrem kalte Winter zu einer stärkeren Selektion kleinerer Individuen. Regional ist die Größe abhängig vom Ertragsreichtum der besiedelten Landschaftsräume sowie jahreszeitlich bedingt. Häufig kommt es im trockenen Sommer zu einer starken Körpergewichtsabnahme, die sich im Herbst und Winter wieder ausgleicht. Wie alle Eurasischen Maulwürfe ist auch der Europäische Maulwurf gut an die unterirdisch grabende Lebensweise angepasst. Der Körper zeigt eine zylindrische Gestalt, der Hals ist kurz und der konisch geformte Kopf mündet in einer spitzen Schnauze. Der kurze Schwanz zieht an der Basis ein, meist wird er aufrecht gehalten. Die breiten Vordergliedmaßen sind kurz, breit und seitwärts orientiert. Alle fünf Finger tragen außerordentliche Krallen, ein zusätzliches sichelförmiges Sesambein vergrößert die Fläche der Hände. Die Hände sind nach außen gedreht und bilden so ein effektives Grabewerkzeug. Dem gegenüber wirken die Hintergliedmaßen, die 1,7 bis 2,8 cm lang werden, eher grazil, die Krallen an den jeweils fünf Zehen zeigen sich deutlich schwächer ausgebildet.
Äußerlich sichtbare Ohren sind nicht vorhanden. Die Augen liegen in einer Lidspalte. Ihre Größe ist stark reduziert, sie haben aber ihre Funktion nicht vollständig eingebüßt. Das weiche Fell, das keinen Strich besitzt und so bei der Fortbewegung in den Gängen und Tunneln keinen Widerstand bietet, ist üblicherweise dunkelgrau bis schwarz gefärbt mit einem leicht helleren Ton auf der Bauchseite. Es treten jedoch bei einzelnen Tieren Farbanomalien auf, die von weißgrau silber über scheckig, creme- und gelbfarben bis hin zu orangefarben und kaffeebraun reichen. Die Haarlänge ist uniform, im Sommer liegt sie bei 7 bis 8 mm, im Winter bei 9 bis 12 mm. Nur am Kopf kommen kürzere Haare vor, wobei das Rhinarium nackt ist. Die Gliedmaßen sind bis auf einzelne steife Vibrissen haarlos, ebenso der Schwanz. Durch Sekretausscheidungen aus Drüsen in der Haut erscheint das Fell in der Brustmitte oft fleckig gelblich-braun. Weibchen haben vier Zitzenpaare, von denen je zwei in der Brust- und in der Lendenregion liegen.

### Schädel- und Gebissmerkmale

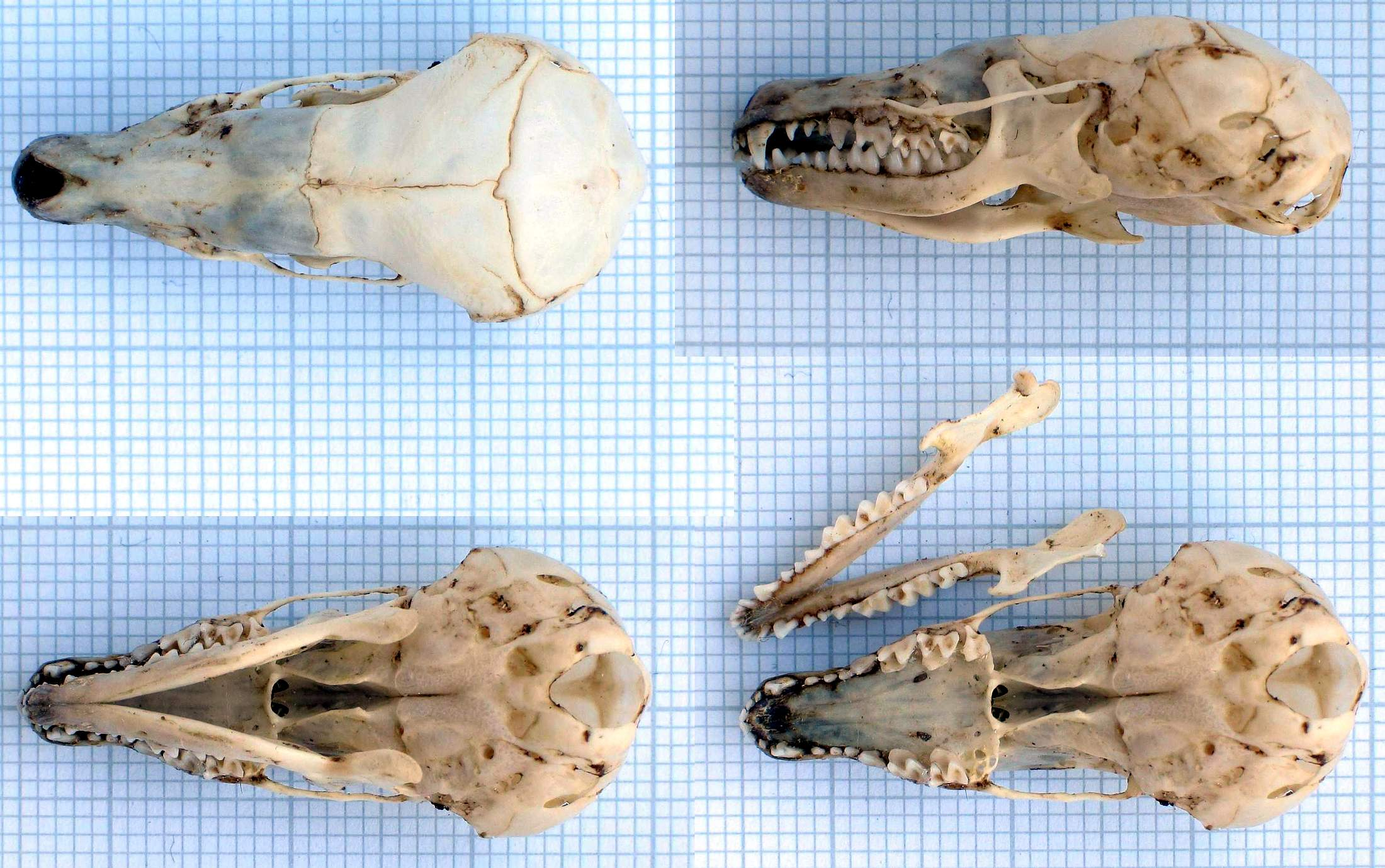
Schädel des Europäischen Maulwurfs in verschiedenen Ansichten

Der Schädel des Europäischen Maulwurfs wird zwischen 34,0 und 37,3 mm lang sowie am Hirnschädel zwischen 16,4 und 17,8 mm breit. Er ist wie bei den meisten Insektenfressern langgestreckt und flach. In Ansicht von oben verschmälert er sich kontinuierlich nach vorn, in Seitenansicht besitzt er eine Kegelform mit einem abgerundeten Hinterhauptsbereich. Die Jochbögen sind nur schwach entwickelt und verlaufen parallel zueinander. Allgemein ist der Schädel groß, im Vergleich etwa mit dem Iberischen Maulwurf (Talpa occidentalis), dem Römischen Maulwurf (Talpa romana) oder dem Balkan-Maulwurf (Talpa stankovici) zeigt sich das Rostrum eher schmal gestaltet. Seine Breite auf Höhe der Mahlzähne beläuft sich auf 8,7 bis 10,5 mm. Bei ausgewachsenen Individuen bilden das Jochbein und das Tränenbein mit dem Oberkiefer eine Einheit, pränatal können die Knochen noch einzeln identifiziert werden. Eine Besonderheit in der Ontogenese des Europäischen Maulwurfs stellt die verzögerte Verknöcherung der Schädelbasis auf die Zeit nach der Geburt dar.
Der Unterkiefer ist lang und schlank gestaltet, seine Unterkante wölbt sich etwa auf der Mitte des horizontalen Knochenkörpers nach unten aus. Der Kronenfortsatz ragt hoch auf und ist breit. Das Gebiss setzt sich aus 44 Zähnen zusammen, die folgende Zahnformel bilden: {\displaystyle {\frac {3.1.4.3}{3.1.4.3}}}. Es hat somit wie bei einigen anderen Maulwürfen die vollständige Zahnanzahl der Plazentatiere bewahrt. Gelegentlich kommt aber Oligodontie vor, so dass überzählige, unterzählige oder miteinander verschmolzene Prämolaren ausgebildet sind. Im Vergleich zum Römischen Maulwurf ist das aber weitaus seltener. Die Position der Zahnanomalie ist nicht genau festgelegt. Bei Tieren aus Brandenburg ließ sich eine häufige Zahnunterzahl im Oberkiefer und eine Zahnüberzahl im Unterkiefer feststellen. Außerdem variiert die Häufigkeit zwischen einzelnen Populationen. In Flandern und Holland betrifft dies fast 8 % aller Individuen, im westlichen Deutschland rund 2,3 % und im östlichen rund 1,5 %. Im westlichen Russland ist Oligodontie hingegen kaum belegt. Die Zähne sind moderat groß. Der obere Eckzahn ist lang und besitzt zwei Wurzeln, der untere hingegen wirkt klein und ähnelt den Schneidezähnen. Dagegen erinnert der vordere untere Prämolar an einen Eckzahn. Bis auf diesen weisen alle anderen Vormahlzähne ebenfalls zwei bis drei Wurzeln auf. Die oberen Molaren haben einen dreieckigen Umriss. An den unteren Mahlzähnen lassen sich ein gut entwickeltes Trigonid und Talonid unterscheiden. Allgemein besitzen die hinteren Backenzähne spitze Höcker und scharfe Schmelzleisten auf den Kauflächen. Charakteristisch am oberen ersten Molar ist das Mesostyl, ein kleiner Höcker zwischen den beiden lippenseitigen Haupthöckern (Paraconus und Metaconus). Es weist nur eine Spitze auf, was mit dem Aquitanien-Maulwurf (Talpa aquitania) übereinstimmt, aber vom Iberischen und Römischen Maulwurf abweicht, bei denen immer zwei Spitzen auftreten. Die obere Zahnreihe wird zwischen 12,3 und 13,8 mm lang, was weniger als 38,6 % der Länge des Schädels entspricht.

### Genetische Merkmale
Der diploide Chromosomensatz lautet 2n = 34. Er besteht aus 14 kleinen und großen metazentrischen bis submetazentrischen und zwei subtelozentrischen Autosomenpaaren. Das X-Chromosom ist mittelgroß und metazentrisch. Das vollständige Mitogenom des Europäischen Maulwurfs umfasst 16.884 Basenpaare. Es ist somit etwas geringer als beim Iberischen Maulwurf und etwas umfangreicher als beim Aquitanien-Maulwurf. Alle drei Arten stimmen in ihrem Genom bezüglich Anordnung und Orientierung stark überein. Dem gegenüber setzt sich das vollständige Genom aus 2,06 × 109 Basenpaaren zusammen.

## Verbreitung und Lebensraum

Verbreitungsgebiet des Europäischen Maulwurfs

Das Verbreitungsgebiet des Europäischen Maulwurfs umfasst den größten Teil Europas. Es reicht im Westen von Großbritannien (nicht aber Irland) und dem Nordwesten Frankreichs ostwärts über gesamt Mitteleuropa und weite Abschnitte Osteuropas. Im Norden schließt es die südlichen Bereiche von Schweden, Finnland und Karelien mit ein. Die Südgrenze wird im nördlichen Italien und auf der Balkanhalbinsel erreicht. In Asien tritt die Art im nordwestlichsten Kasachstan auf. Die Nord- und Ostgrenze fällt mit den Ausläufern der Taiga und der Steppenwald-Steppen-Übergangszone zusammen. Der nördlichste Nachweis stammt von der Petschora bei etwa 68 Grad nördlicher Breite. Zusätzlich sind die Tiere auf einzelnen Inseln der Ostsee rund um Dänemark (Öland, Fünen, Seeland, Bjørnø, Tåsinge, Tunø, Langeland) und vor der deutschen und polnischen Küste (Rügen, Usedom, Wolin) präsent, ebenso wie auf Inseln rund um Großbritannien (Skye, Mull, Anglesey, Wight und Jersey) und vor der nordfranzösischen Küste (Ouessant, Ré). Die einzige Mittelmeerinsel mit einem Bestand des Europäischen Maulwurfs ist Cres vor der Küste Kroatiens.
Die Tiere bevorzugen gemäßigte Regionen und fehlen in den kaltklimatischen Gebieten Eurasiens ebenso wie in der Kaukasusregion und im Mittelmeerraum (dort kommen allerdings einige nahe verwandte Vertreter der Gattung der Eurasischen Maulwürfe vor). Sie besiedeln eine Vielzahl an unterschiedlichen Lebensräumen, die aber eine mächtige Bodenschicht, tief genug um Gänge und Tunnel anzulegen, mit einem reichhaltigen Nahrungsangebot gemein haben. Generell ist die Anwesenheit des Europäischen Maulwurfs positiv an die regionale Häufigkeit der Regenwürmern gekoppelt. Dadurch meidet er saure Böden, der Grenzwert wird ab einem pH-Wert von 4,5 erreicht, da hier die Dichte an Regenwürmern rapide zurückgeht. Auch stark industrialisierte Regionen mit teils erheblicher Umweltverschmutzung verbunden mit einem Rückgang der Bodengüte werden nicht genutzt. Die Höhenverbreitung umfasst die Bereiche vom Meeresspiegelniveau bis hinauf auf rund 2700 m Höhenlage. Ursprünglich besiedelte der Europäische Maulwurf Laubwaldlandschaften, heute kann er auch auf Weiden, Brachland, in Parks und in Gärten angetroffen werden. Ebenso dringt er in städtische Gebiete vor, wobei hier für eine dauerhafte Ansiedlung Grünflächen mit einem Mindestgebiet von rund 10 ha benötigt werden, während die Dichte der urbanen Besiedlung herum nur eine eher geringe Rolle spielt. Entsprechend verhindern aber zu kleine Grüninseln mit armer Vegetation eine Ansiedlung des Maulwurfs, da einerseits die Dichte an Beutetieren zu gering ist, andererseits Teile der städtischen Infrastruktur wie Straßen und Bordsteinkanten oft unüberwindliche Barrieren darstellen. Seltener kommen die Tiere in Dünengebieten, Nadelwäldern, Birken-Waldgebieten, in Arealen mit geringmächtigen Böden oder steinigem bis felsigem Untergrund und in alpinen Landschaften vor. Die Populationsdichte variiert von 0,2 bis 8,5 Individuen je Hektar.

## Lebensweise

### Territorial- und Sozialverhalten

#### Grabetätigkeit und Gangsysteme

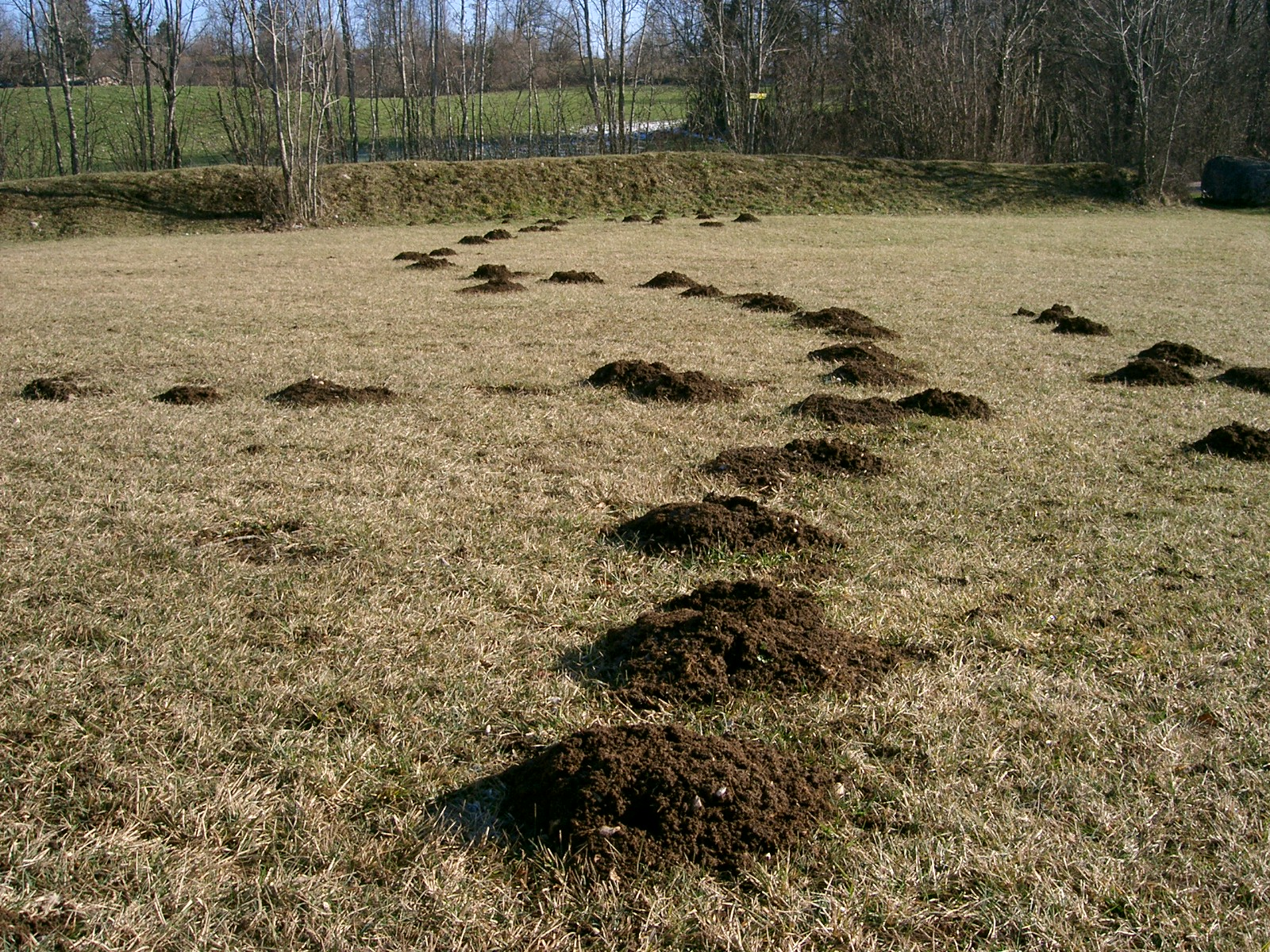
Maulwurfshügel liegen längs des unterirdischen Gangsystems

Der Europäische Maulwurf verbringt wie alle Eigentlichen Maulwürfe den Großteil seines Lebens in einem selbst gegrabenen, unterirdischen Gangsystem, dessen Tunnel sich sowohl knapp unter der Erdoberfläche als auch bis zu einer Tiefe von 1 m erstrecken können. Für ein umfangreiches Gangsystem sind auf rund einem Quadratmeter Wiesenfläche bis etwa 6 m Tunnellänge dokumentiert. Die Intensität der Grabungsaktivitäten ist abhängig von der Bodenqualität und der Menge der Beutetiere. In ärmeren Böden muss ein Tier mehr graben als in ertragreicheren Untergründen. Die durch die Grabungen äußerlich sichtbaren Auswurfhügel (Maulwurfshügel) spiegeln dadurch nicht unbedingt die Dichte einer Population wider, sondern vielmehr die Güte des Bodens. Unter Umständen können auf einem Hektar Land zwischen 4107 und 21.063 Maulwurfshügel bestehen, die rund 4,3 bis 11,2 % der Erdoberfläche bedecken und 23 bis 63 t an Bodenmaterial enthalten. Innerhalb einer Nacht kann ein Tier in lockerem Boden rund 30 m an Tunneln ausgraben. Der Höhepunkt der Grabungsaktivitäten wird zumeist im Frühjahr und im Herbst erreicht, was teilweise mit der Bodenfeuchtigkeit korreliert. Ansonsten bevorzugt der Europäische Maulwurf die Fortbewegung in existierenden Gangsystemen. In den Tunneln herrschen weitgehend konstante Temperatur- und Feuchtigkeitsbedingungen vor. Die Luftfeuchtigkeit liegt bei 94 bis 100 %, die Temperatur schwankt im Sommer zwischen 10 und 17 °C bei Außentemperaturen von 5,5 bis 31,2 °C. Im Winter betragen die entsprechenden Werte innen −2 bis +1 °C und außen −13 bis +2,5 °C (untersucht im Raum Tübingen). Für das gesamte Jahr ließen sich so Temperaturschwankungen in den Bauen um 20 °C feststellen, während sich die der Außentemperatur auf über 40 °C belaufen.
Die oberflächennahen Gänge dienen hauptsächlich der Nahrungssuche. In Mischwäldern mit blattreichem Untergrund oder bei Schneebedeckung kommt es sogar vor, dass die Gänge durch die Grasnarbe oder oberhalb dieser entlangführen. Der Durchmesser der Tunnel liegt bei 5 cm, was der Körperbreite der Tiere entspricht. In der Regel setzt der Europäische Maulwurf nur eine Hand zum Graben ein und führt zwei bis drei Grabbewegungen durch, bevor er zu der anderen Hand wechselt. Die jeweils nicht zum Graben eingesetzte Hand dient dann als Haken, der den Körper am Boden stabilisiert und die Vorwärtsbewegung ermöglicht. Eine vergleichbare Funktion haben die Hintergliedmaßen, deren Krallen ebenfalls in den Boden gerammt sind. Der Schwanz liegt zumeist auf dem Körper auf, der Kopf blickt in der Regel in die entgegengesetzte Richtung zur Grabhand. Das gelockerte Erdreich wird weitgehend an den Wänden der Tunnel gepresst, so dass hierbei notwendigerweise kein Aushub an die Erdoberfläche gebracht werden muss. Hierfür quetscht ein Tier seinen Körper durch die Gänge, wodurch dieser maßgeblich für die Form der Röhren verantwortlich ist. Bei sehr dicht unter der Grasnarbe liegenden Tunneln können solche Grabungsarbeiten manchmal durch eine leichte Erhöhung des Erdbodens beobachtet werden.

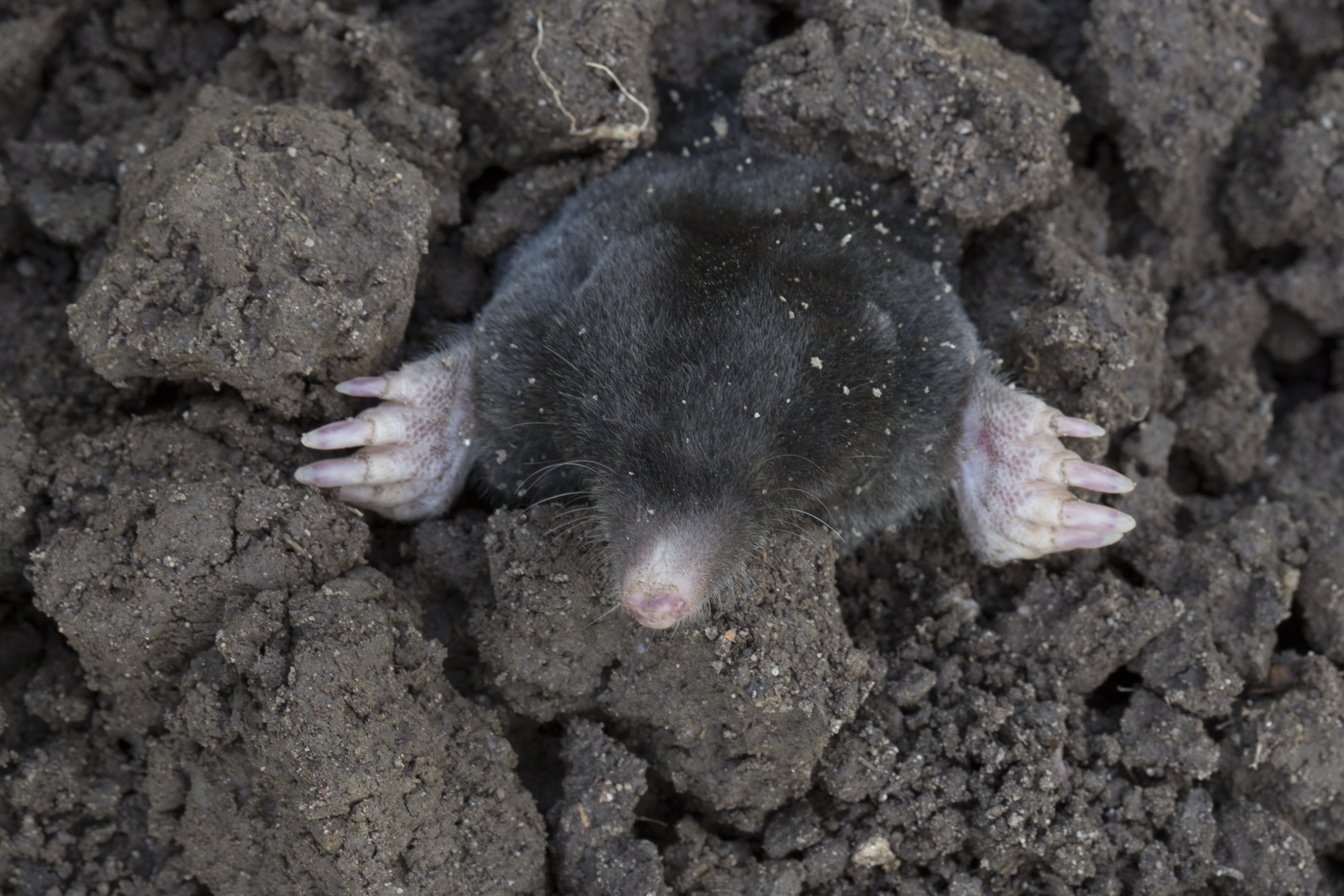
Ein Europäischer Maulwurf durchbricht die Erdoberfläche, deutlich sind die schaufelartigen Grabhände erkennbar

Bei tieferen Gangsystemen handelt es sich zumeist um Wohn-, Schlaf- und Ruheplätze. Ihre Tiefe im Boden hängt unter anderem vom Grundwasserstand und von der Witterung ab, da sie bei Frost deutlich weiter in den Untergrund reichen. Hier befindet sich auch die erweiterte Nestkammer, die mit einem kugelförmigen, zwischen 16 und 20 cm durchmessenden Nest aus trockenem Pflanzenmaterial wie Laub und Gras gepolstert ist. Im Nest herrscht weitgehend eine konstante Temperatur von über 20 °C vor und bietet somit optimale Bedingungen für die Ruhezeit. Meist nutzt ein Tier je einen Nestplatz, Weibchen können aber in der Fortpflanzungsphase mehrere Kammern anlegen. Das oberflächennahe und das tiefere Gangsystem sind durch ein Netzwerk aus Tunneln und Röhren miteinander verbunden. Bei der Anlage der tieferen Gänge ist es einem Tier nicht möglich, das gelockerte Erdreich an den Wänden zu verfestigen. Es muss demnach an die Erdoberfläche gebracht werden, wodurch die charakteristischen Auswurfhügel entstehen. Zum Graben setzt der Europäische Maulwurf die Hände wie bei den oberflächennahen Tunneln alternierend in bis zu fünf Grabbewegungen ein, während die nicht-grabende Vordergliedmaße als Widerhaken fungiert. Das lockere Erdreich wird allerdings mit kräftigen Schlägen nach hinten befördert und mit den Hinterbeinen weggestoßen, wobei der jeweils auf der gleichen Körperseite liegende Fuß wie die aktuelle Grabhand zum Einsatz kommt. Der andere Fuß unterstützt wiederum die Körperstabilität. Nachdem eine gewisse Menge an Erdreich hinter einem Tier angesammelt ist, wechselt es durch seitliches oder überschlagendes Rollen die Richtung und drückt abwechselnd mit den Vorderbeinen die Erde portionsweise den Gang nach oben. Hier kann unterstützend auch der Kopf eingesetzt werden, wodurch ein Individuum als eine Art Planierraupe wirkt. Zuletzt befördert der Europäische Maulwurf das Aushubmaterial an die Erdoberfläche, wofür er zuvor einen Ausgang angelegt haben muss. Typische Maulwurfshügel haben Durchmesser von 30 bis 50 cm, sind bis zu 15 cm hoch und umfassen 1,5 bis hin zu 7,5 kg an Erdmaterial. Innerhalb von eineinhalb Stunden kann ein einzelnes Individuum bis zu vier solcher Hügel anlegen. In frischem Zustand bestehen sie aus einzelnen Erdsäulen, die durch den Transport durch die Gänge entstehen. Solche Säulen können bei einem Durchmesser von 5 bis 6 cm zwischen 10 und 40 cm lang sein, was wiederum einem Gewicht von 200 bis 800 g entspricht. Demnach presst ein einzelnes Tier beim Graben das zehn- bis zwölffache seines eigenen Körpergewichts durch die Gänge und an die Erdoberfläche.
Eine Besonderheit stellen extrem große Maulwurfshügel dar, die „Burgen“ oder „Sumpf-“ beziehungsweise „Winterburgen“ genannt werden. Sie entstehen in sumpfigem Gelände oder in Gebieten, die stärker von Überflutungen heimgesucht werden und wo es dem Europäischen Maulwurf nicht möglich ist, unterirdische Gänge anzulegen. Die „Burgen“ haben Durchmesser von bis zu 140 cm, sind rund 70 cm hoch und bestehen aus bis zu 50 kg Erdmaterial. Im Innern besteht ein komplexes Gangsystem, das auch Nestkammern enthält. Die große Menge an bewegtem Bodenmaterial sorgt hierbei für die notwendige Wärmeisolierung.

#### Aktivitäten
Wie viele andere unterirdisch lebende Säugetiere hat der Europäische Maulwurf keinen ausgeprägten Tag-Nacht-Rhythmus. Die Aktivität ist in drei Wach- und Schlafphasen aufgeteilt, die Wachphasen sind meist vormittags, nachmittags und gegen Mitternacht mit einer Dauer von jeweils etwa vier bis fünf Stunden. Nach Untersuchungen der Aktivitäten des Europäischen Maulwurfs im Frühjahr und bezogen auf einen 24-Stunden-Tag verbringt ein Tier zwischen 46 und 50 % seiner Zeit ruhend im Nest oder in den Gängen. Die aktive Phase wird gefüllt mit Grabungstätigkeiten (10 bis 23 %) und Umherwandern beziehungsweise Nahrungssuche (29 bis 40 %). Männliche Individuen graben dabei aber in einem wesentlich geringeren Umfang und sind länger unterwegs als die Weibchen. Während eines Acht-Stunden anhaltenden Schlaf-Wach-Zyklus nutzt ein Tier rund ein Drittel seines Gangsystems und sucht regelmäßig sein Nest auf. Bei Muttertieren erfolgt dies bis zu sechs Mal täglich. Männchen in der Paarungszeit hingegen kehren dann auch über mehrere Tage nicht zurück. Die überwundenen Distanzen belaufen sich auf 27 bis 171 m. Jungtiere auf der Suche nach eigenen Aktionsräumen legen aber mit bis 760 m deutlich größere Entfernungen zurück.
Die Wanderungen und Nahrungssuche erfolgen sowohl unterirdisch als auch oberirdisch. Intensität und Dauer werden von der Verteilung der Nahrungsbeute im Boden bestimmt. Oberirdische Aktivitäten sind abseits der Nahrungssuche eher sporadischer Natur und lassen sich am häufigsten bei Jungtieren beobachten, die das mütterliche Nest verlassen, oder können auf extreme Bodenverhältnisse wie Dürrephasen zurückgeführt werden. Allerdings ist der Europäische Maulwurf auch ein guter Kletterer und vermag zu schwimmen, letzteres auch im Winter. Bei seinen Wanderungen und Aktivitäten vermag der Europäische Maulwurf auf erlernte Erfahrungen zurückzugreifen. Experimenten zufolge sind Erinnerungen über den Verlauf bestimmter Gangsysteme auch nach rund sechs Wochen noch abrufbar. Unterstützend zur Orientierung im Raum kommt die Befähigung, hell und dunkel zu unterscheiden, womit der Europäische Maulwurf nicht vollständig blind ist.
Generell hält der Europäische Maulwurf weder Winterschlaf noch Winterruhe. Um in der kalten Jahreszeit etwas Energie einzusparen, verkleinern die Tiere Schädel, Gehirn und einige der inneren Organe im Winter. Dieser sogenannte Dehnel-Effekt tritt auch bei einigen Spitzmäusen und Wieselarten auf. Nach dem Winter wachsen die geschrumpften Strukturen wieder, erreichen jedoch nicht wieder ihre ursprüngliche Größe. Bei stärkerem Frost verlagern Maulwürfe ihre Aktivitäten zudem in tiefer gelegene Bodenschichten. Bei Überschwemmungen suchen sie höher gelegenes Terrain auf und beginnen dort unmittelbar erneut zu graben.

#### Soziale Organisation
Wie die meisten Insektenfresser ist der Europäische Maulwurf ein Einzelgänger, der außerhalb der Paarungszeit den Kontakt zu Artgenossen meidet. Zudem lebt er streng territorial. Gemäß Untersuchungen an Tieren aus Schottland beansprucht ein Tier ein Territorium von durchschnittlich 2060 m² bei Männchen und 2072 m² bei Weibchen. Das Revier der weiblichen Tiere bleibt über das Jahr stabil, bei männlichen kann dieses in der Fortpflanzungsphase auf bis zu 6040 m² anwachsen. Randlich kommt es dabei zu Überschneidungen, die jedoch bei Individuen gleichen Geschlechts geringer ausfallen. Im Schnitt beträgt die Überlappung 12,8 %. Die Gänge und die Nester werden mit Sekreten aus den Afterdrüsen markiert, um eindringende Artgenossen aufmerksam zu machen. In der Regel wird ein anderes Individuum bis zu einer Entfernung von 6 m toleriert. Zur Vermeidung von Konfrontationen gehen die Tiere unter anderem bei sich überlappenden Revierbereichen zu unterschiedlichen Zeiten auf Nahrungssuche. Kämpfe sind allgemein von eher seltener Natur und finden manchmal während der Paarungszeit zwischen den Männchen statt. Diese werden dann beißend und mit den Vorderbeinen schlagend ausgetragen, begleitet von einem lauten Zwitschern. Ausgewachsene Individuen mit einem etablierten Revier gehen zumeist nicht auf umfangreiche Wanderschaft. Ausnahmen bilden hierbei Männchen in der Paarungszeit auf der Suche nach einer Partnerin, worin sich der Europäische Maulwurf beispielsweise vom Römischen Maulwurf unterscheidet, bei dem männliche Individuen überwiegend mit unmittelbar benachbarten weiblichen kopulieren. Aufgelassene Territorien werden in der Regel relativ schnell neu besetzt.

### Ernährung

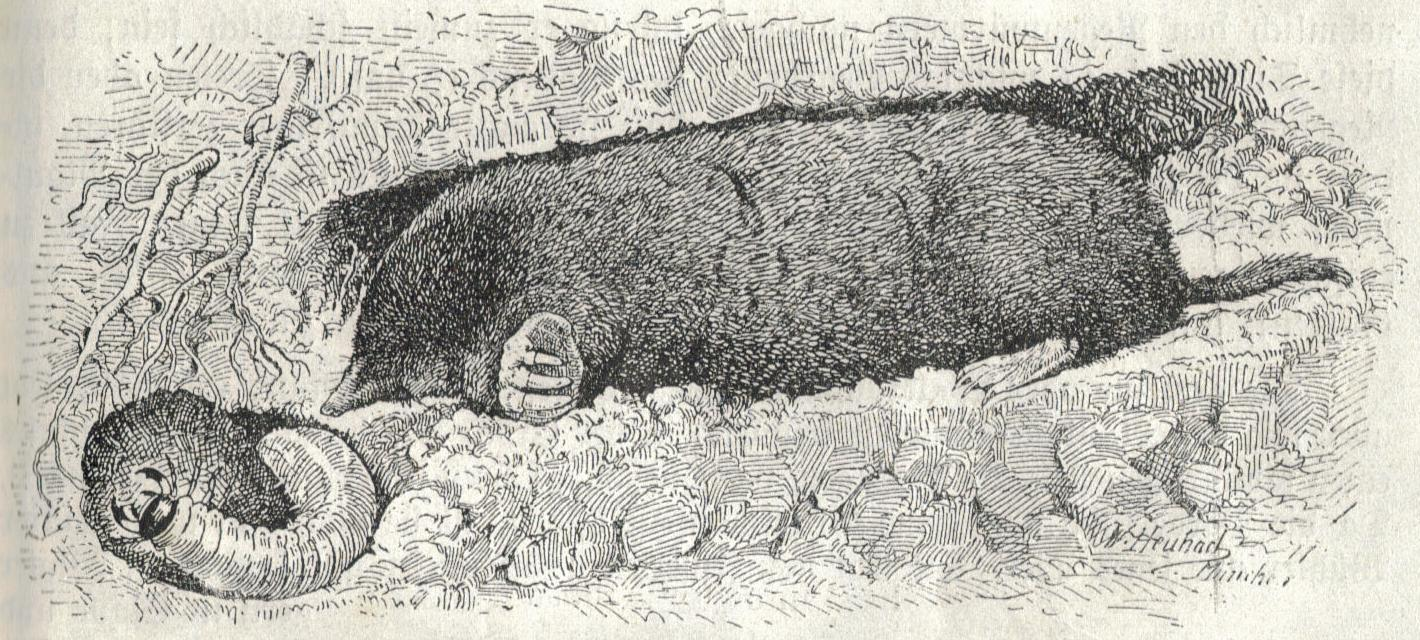
Zeichnung (vermutlich 19. Jahrhundert): Maulwurf erbeutet einen Engerling

Die Hauptnahrung des Europäischen Maulwurfs besteht aus Regenwürmern und deren Kokons. In verschiedenen Studien im Schottland und im südlichen Polen wurden in 85 bis 100 % der analysierten Magenreste Hinweise auf Regenwürmer gefunden. Andere Bestandteile der Nahrung umfassen verschiedenste Insekten wie Blatthornkäfer, Schnellkäfer, Langbeinfliegen, Schnaken, Haarmücken, Tanzfliegen, Eulenfalter und Laufkäfer. Hierbei fressen die Tiere bevorzugt die Larven. Hinzu kommen auch die ausgewachsenen Individuen von Hundertfüßern und Weichtieren. Tiere in menschlicher Gefangenschaft fraßen neben Regenwürmern zusätzlich Mehlwürmer, Maden und junge Mäuse. Die Zusammensetzung der Nahrung ist weder von Alter noch Geschlecht abhängig. Dagegen gibt es leichte jahreszeitliche Schwankungen im Anteil der Regenwürmer, der im Winter höher und im Sommer niedriger ist. Dementsprechend fällt und steigt der Anteil der Insekten, hier besonders der der Schnaken. Häufig vertilgt der Europäische Maulwurf kleinere Regenwürmer zuerst, was vor allem an Tieren in Gefangenschaft beobachtet wurde. Hierbei verschlingt er Regenwürmer bis 8 cm Körperlänge vollständig, nur größere zerbeißt er. Die Regenwürmer werden überwiegend mit dem Kopfende zuerst verspeist und der Mageninhalt vor allem bei den größeren Individuen ausgedrückt.
Hauptsächlich vor den Wintermonaten lagert der Europäische Maulwurf Regenwürmer in seinem Tunnelsystem an. Einige derartiger Vorratskammern können aus bis zu 790 Regenwürmern mit einem Gesamtgewicht von 1,5 kg bestehen, was einer Nahrungsmenge für mehr als drei Wochen entspricht. Der Anteil an Insektenlarven ist dem gegenüber sehr gering. Bei der Lagerung beißt der Europäische Maulwurf den Regenwürmern die vorderen drei bis fünf Körpersegmente ab, wodurch diese betäubt werden. Teilweise enthalten die Nahrungslager verhältnismäßig häufiger Individuen größerer Regenwurmarten aus den Gattungen Octolasium und Lumbricus als sie prozentual in der Umgebung vorkommen, was für eine Nahrungsselektion spricht und die Bevorzugung kleinerer Regenwürmer reflektiert. Die Lager werden im Herbst angelegt und sind mit den Nestkammern und mitunter auch mit den „Burgen“ verbunden. Sie befinden sich sowohl an den Tunnelwänden als auch in einzelnen speziell gegrabenen Kammern.
Ein männlicher Europäischer Maulwurf von rund 108 g Körpergewicht benötigt täglich zwischen 75 und 91 g Nahrung, ein weiblicher von 85 g Körpergewicht zum Vergleich 67 bis 89 g. Im Verhältnis nimmt so ein männliches Individuum täglich rund 73,5 % seines eigenen Körpergewichts an Nahrung auf, ein weibliches rund 88,6 %. Dabei können bei einem Fressvorgang bis zu 50 g Nahrung vertilgt werden. Im Durchschnitt fasst der Magen aber nur rund 5,4 bis 6,7 g an Speiseresten. Wasser trinkt der Europäische Maulwurf regelmäßig. Ausnahmen kommen bei einem hauptsächlichen Verzehr von Regenwürmern vor, da diese zu 85 % Wasser enthalten.

### Fortpflanzung
Die Paarungszeit fällt beim Europäischen Maulwurf in den Frühling (meist in die Monate Februar bis April). Sie kann in südlicheren Breiten früher beginnen als in nördlicheren. In einigen Regionen wie im Ural wurden auch zwei Würfe im Jahr verzeichnet, wobei der zweite dann im Sommer oder Herbst erfolgt. Der Östrus der Weibchen währt nur kurz, insgesamt 24 Stunden. Während der sexuell aktiven Phase vergrößern sich die Hoden der Männchen deutlich von durchschnittlich 116 mg auf rund 280 bis 320 mg. Ebenfalls erhöht sich der Testosterongehalt, der aber teilweise auch nach der frühjährlichen Fortpflanzungsphase auf einem höheren Niveau bleibt und so möglicherweise der zweiten Paarungsperiode dient. Ein auffälliges Merkmal der Weibchen sind ihre als Zwitterdrüsen ausgebildeten Geschlechtsorgane, wodurch sie funktional Hermaphroditen darstellen, vergleichbar wie es beim Iberischen Maulwurf (Talpa occidentalis) bekannt ist. Ihre Eierstöcke schwellen ebenfalls während der Fortpflanzungsphase an, in der sexuell inaktiven Periode nimmt der Hodenanteil erheblich zu bei einem gleichzeitigen Anstieg des Testosterongehaltes.
Weibchen tragen zwischen einem und neun Embryonen aus, je nach Population können es zwischen zwei und fünf (Deutschland) oder durchschnittlich sechs (Belarus) sein. Teilweise werden aber 6 bis 25 % der Embryonen resorbiert. Die Wachstumsrate der Embryonen ist relativ konstant, ihre Länge beträgt nach rund 13 Tagen etwa 3,6 mm, nach 15 Tagen etwa 6,6 mm. Nach rund 18 Tagen werden 10 mm Länge überschritten, dann bilden sich auch die ersten Haarfollikel aus. Eine Verknöcherung setzt mit 20 Tagen ein, während zwei Tage später bei einer durchschnittlichen Länge von 20,4 mm die Augenlider verwachsen. Eine Länge von 31 mm ist nach rund 26 Tagen erreicht, es bilden sich nun taktile Haare an den Lippen aus. Die Embryonalentwicklung ist vergleichbar zum Iberischen Maulwurf, verläuft beim Europäischen Maulwurf aber vor allem in der Endphase schneller, was möglicherweise mit seinen durchschnittlich größeren Körperausmaßen zusammenhängt.

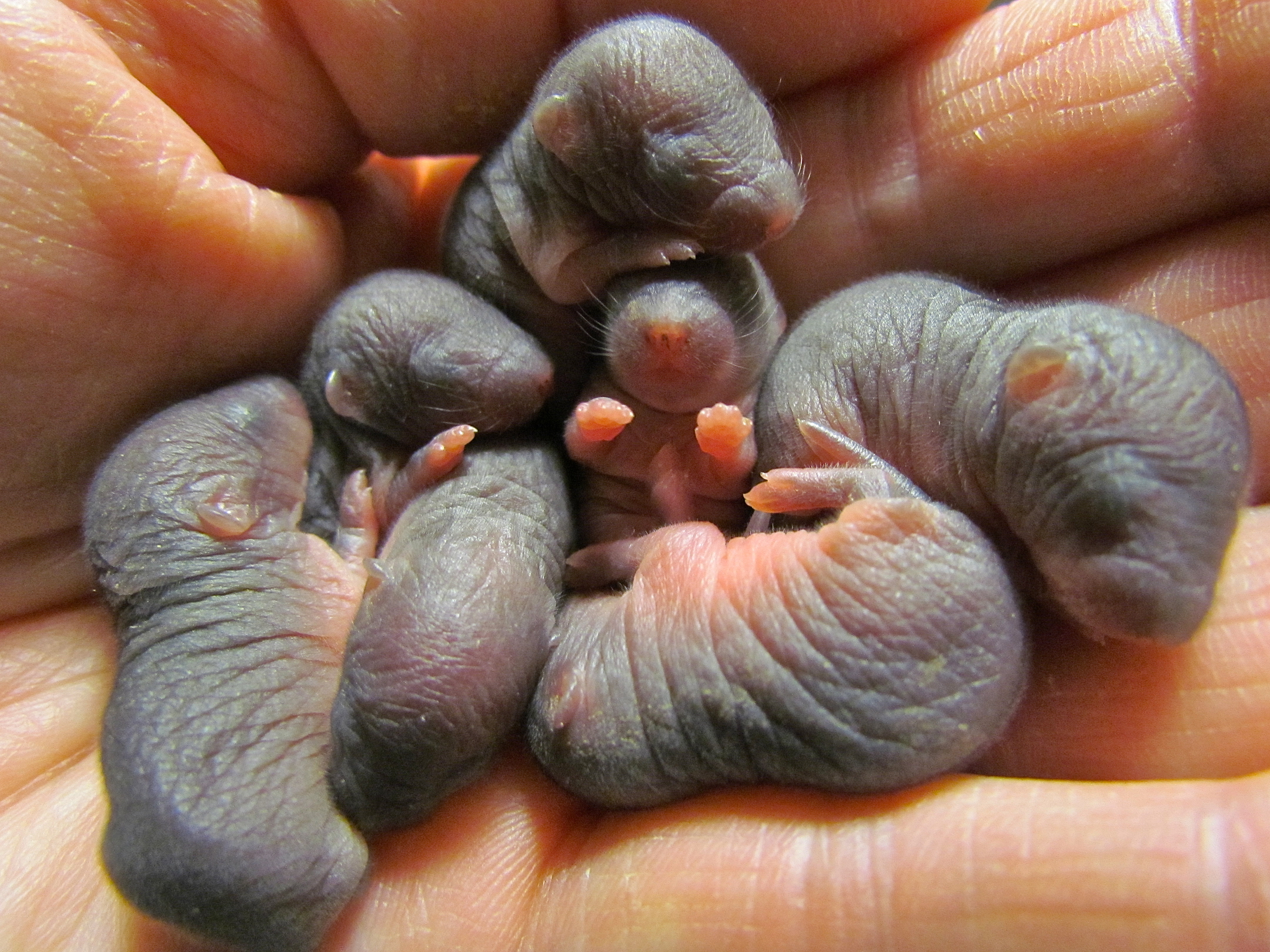
Wurf mit sieben Neugeborenen

Nach einer rund vierwöchigen Tragzeit bringt das Weibchen in der Zeit von Ende April bis Anfang Juni den Nachwuchs zur Welt. Die Wurfgröße liegt bei zwei bis sieben, häufig drei bis fünf Individuen. Die Jungen sind anfangs nackt und blind. Sie wiegen 3,2 bis 3,5 g und sind rund 4 cm lang. Sie verbleiben die erste Zeit im Nest. Nach rund 22 Tagen öffnen sich die Augen, die Jungtiere sind dann durchschnittlich 11,9 cm lang. Die Saugphase nimmt vier bis fünf Wochen in Anspruch. Während dieser Zeit frisst das Weibchen deutlich mehr Nahrung. Im Alter von rund 33 Tagen verlässt der Nachwuchs erstmals das Nest, sucht sich aber spätestens nach sechs Wochen ein eigenes Revier. Die Geschlechtsreife tritt erst im Folgejahr ein.
Die Mortalität der Jungtiere ist relativ hoch. In den Niederlanden überleben nur rund ein Drittel die ersten anderthalb Jahre, in Russland nur ein Siebentel. In stabilen Populationen bleibt die jährliche Todesrate mit 50 bis 60 % relativ konstant. Problematisch sind kalte Winter, während der die Mortalität stark ansteigen kann. In einer Population in Schottland betrug der Anteil an Jungtieren rund 39 %, 31 % aller Fälle stellten Individuen dar, die gerade ihre Geschlechtsreife erreicht hatten, während 22 % der Tiere rund 28 Monate alt waren. Individuen älter als 40 Monate traten hingegen selten auf, ihr Anteil betrug rund 7 %. Als relativ vergleichbar erwies sich eine Population aus dem südlichen Polen mit rund 46 % Jungtieren, 27 % Individuen in der beginnenden Geschlechtsreife, 14 % ausgewachsenen Tieren und 13 % älter als 36 Monate. Die maximale Lebenserwartung liegt bei sieben Jahren.

### Fressfeinde und Parasiten

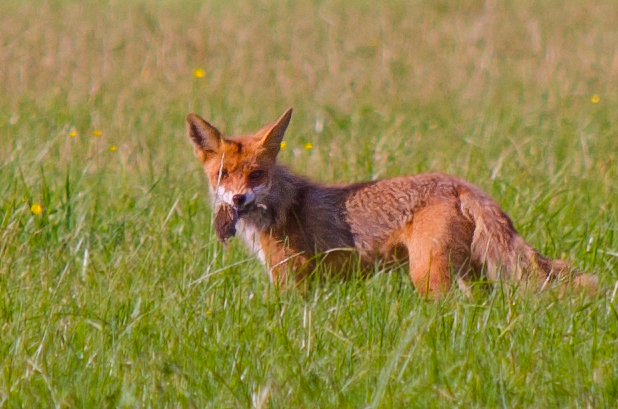
Rotfuchs mit einem erbeuteten Europäischen Maulwurf im Maul

Zu den Fressfeinden zählen Vögel, darunter Eulen wie der Waldkauz und Greifvögel wie der Mäusebussard, des Weiteren auch Rabenvögel und Weißstörche sowie Raubtiere, etwa der Rotfuchs und Marderarten, wie zum Beispiel der Hermelin. Untergeordnet treten auch Wildschweine in Erscheinung. Haushunde beißen Maulwürfe gelegentlich tot, fressen sie aber nicht. Manchmal werden Maulwürfe zudem von Hauskatzen erbeutet. Die größte Gefahr, Opfer eines Prädatoren zu werden, besteht für den Europäischen Maulwurf bei seinen Ausflügen an die Erdoberfläche. Häufig betroffen sind hier Jungtiere, die gerade ihr mütterliches Nest verlassen haben. Nach einer Studie aus Cornwall starben fast 82 % aller untersuchten Maulwürfe durch traumatische Ereignisse infolge des Einwirkens von Beutegreifern.
Es sind zahlreiche Parasiten bekannt, die den Europäischen Maulwurf als Wirt nutzen. Hierzu gehören vor allem innere Parasiten wie Saugwürmer, Bandwürmer, Fadenwürmer und Kratzwürmer. Insgesamt sind Vertreter von gut drei Dutzend Gattungen dokumentiert. Unter den Saugwürmern kommen Formen wie Ityogonimus und Combesia exklusiv an Maulwürfen vor. Die umfangreichste Gruppe bilden die Fadenwürmer. Auch hier sind einige Angehörige belegt, die speziell nur an Maulwürfen parasitieren, so Capillaria, Tricholinstowia und Trichuris, sie bewohnen hauptsächlich den Darmtrakt. Andere Fadenwürmer wie Soboliphyme und Spirura befallen den Magen. Ältere Individuen fungieren teilweise als Träger von Protozoen, so etwa Toxoplasma, Cyclospora und Eimeria. Die Nachweise sind meist aber sehr gering. An äußeren Parasiten konnten unter anderem Flöhe festgestellt werden. Recht häufig sind Gattungen wie Hystrichopsylla, Palaeopsylla und Ctenophthalmus, seltener wiederum Rhadinopsylla, Megabothris und Paraceras. Milben können regelmäßig in den Nestern angetroffen werden. Eine Studie an 210 Nestern des Europäischen Maulwurfs aus verschiedenen Regionen Polens dokumentierte Milben in insgesamt 174 Fällen. Besonders zahlreich tritt hier die Gattung Phaulodiaspis auf, daneben ließen sich auch Olodiscus, Oodinychus, Nenteria und Uropoda belegen. Die Anwesenheit der Milben wird stark von der Materialbeschaffenheit der Nester und ihrer Tiefe im Erdreich beeinflusst. So suchen Milben durchschnittlich häufiger Nester aus Gräsern auf als solche aus Blättern oder gemischtem Material, ebenso sind tiefer liegende Nester stärker betroffen. Hinzu kommen Zecken, beispielsweise Ixodes, Hirstionyssus und Demodex.

### Ökologische Bedeutung
Insbesondere durch seine Grabungsaktivitäten hat der Europäische Maulwurf einen großen Einfluss auf die lokalen Landschaftsgebiete. Seine bodenwühlenden Aktivitäten verursachen Veränderungen in der Bodenstruktur, die sich wiederum auf die örtliche Pflanzen- und Tiergemeinschaft auswirken. Die Anlage von Maulwurfshügeln und Ähnlichem durchbricht beispielsweise in offenen Graslandgebieten wie Wiesen und Weiden die meist einheitliche Pflanzendecke und ermöglicht so konkurrenzschwachen und stärker lichtabhängigen Pflanzenarten eine Entfaltung, wodurch sich wiederum die Heterogenität und Diversität sowie die Produktivität eines Biotops erhöhen kann. Unter landwirtschaftlichen Aspekten bedeutet dies allerdings oft eine Qualitätsminderung, die mit Problemen bei der Mahd, Ausbreitung von „Unkräutern“ und einer schlechteren Heu- und Silagebildung einhergeht. Die durch die Maulwurfshügel bedingte höhere Vielfältigkeit in der Vegetationsgemeinschaft zieht wiederum Änderungen in der Faunenzusammensetzung nach sich. So bevorzugt unter anderem der Kleine Feuerfalter Bereiche mit Offenboden und hoher Präsenz von Wiesen-Sauerampfer zur Eiablage. Der Wiesen-Sauerampfer, eine der Hauptnahrungspflanzen der Raupe des Schmetterlings, gedeiht wiederum häufig in der Umgebung von Störstellen in der Vegetationsdecke, wie sie Maulwurfshügel darstellen. Ein vergleichbarer Zusammenhang wurde zwischen Maulwurfshügeln, dem Kleinen Odermennig und dem Kleinen Würfel-Dickkopffalter festgestellt. Mitunter zeigen in waldreichen Landschaften Pilze aus der Gattung der Fälblinge Gangsysteme des Europäischen Maulwurfs an, da diese bevorzugt auf den nahe gelegenen Latrinen gedeihen. Aufgelassene Baue werden zudem von zahlreichen anderen Tieren nachgenutzt. Hierbei suchen sie etwa Schutz vor Fressfeinden, profitieren von den besonderen klimatischen Bedingungen oder gehen auf Nahrungssuche beziehungsweise versorgen den eigenen Nachwuchs. Neben Säugetieren wie der Wald- und Zwergspitzmaus oder der Rötelmaus gehören Amphibien wie die Erd- und Knoblauchkröte sowie der Moorfrosch zu den Nutznießern, ebenso wie zahlreiche Wirbellose. Aufgrund dieses Einflusses, den die Aktivitäten des Europäischen Maulwurfs hervorrufen, wird er teilweise als ecosystem engineer („Ökosystem-Ingenieur“) eingestuft.

## Systematik
Der Europäische Maulwurf ist eine Art aus der Gattung der Eurasischen Maulwürfe (Talpa), die rund 15 weitere Formen enthält. Es handelt sich um den prominentesten Vertreter der Gattung mit einem der größten bekannten Verbreitungsgebiete, das einen Großteil Europas umspannt. Die übrigen Vertreter kommen weitgehend im Mittelmeerraum sowie im nördlichen und westlichen Asien vor. Die Eurasischen Maulwürfe werden zusammen mit einigen anderen Gattungen ost- und südostasiatische Herkunft zur Tribus der Eigentlichen Maulwürfe (Talpini) gezählt. Diese ist wiederum Teil der Familie der Maulwürfe (Talpidae). Die Tribus vereint die zumeist grabenden Vertreter der Maulwürfe. Andere Angehörige der Familie leben dem gegenüber nur teilweise unterirdisch, bewegen sich oberirdisch fort oder sind an eine semi-aquatische Lebensweise angepasst.
Die wissenschaftliche Erstbeschreibung des Europäischen Maulwurfs erfolgte im Jahr 1758 durch Carl von Linné im Rahmen der zehnten Auflage seines Werkes Systema Naturae. Als Quellen gab er neben dem Thesaurus von Albert Seba aus dem Jahr 1734 auch seine eigene, zwölf Jahre später verlegte Abhandlung Fauna Svecica an. Das typische Vorkommen wies Linné lediglich mit „Europa“ aus. Oldfield Thomas begrenzte dies im Jahr 1911 auf Uppsala in Südschweden. Spätere Autoren wie John R. Ellerman und Terence C. S. Morrison-Scott korrigierten dies 1951 zu Ängelholm bei Kristianstad, ebenfalls im südlichen Schweden. Letztere Angabe wird heute häufig übernommen. In seinem Systema Naturae stellte Linné den Europäischen Maulwurf unter der Bezeichnung Talpa europaea einem Talpa asiatica gegenüber, dessen Verbreitungsgebiet er mit „Sibirien“ angab. Beide Arten trennte er unter anderem anhand der Anzahl der Fingerstrahlen und der Ausprägung des Schwanzes voneinander. Bei „Talpa asiatica“ handelt es sich um den Kap-Goldmull (Chrysochloris asiatica) aus der Gruppe der Goldmulle, eine gleichfalls unterirdisch lebende, aber mit den Maulwürfen nicht verwandte Säugetiergruppe, die in Afrika heimisch ist.
Der Europäische Maulwurf bildet die Nominatform der Gattung der Eurasischen Maulwürfe. In ihm wurden im Laufe der Forschungsgeschichte zahlreiche andere Gattungsvertreter eingeschlossen, so etwa der Römische Maulwurf (Talpa romana), der Balkan-Maulwurf (Talpa stankovici), der Kaukasische Maulwurf (Talpa caucasica) oder der Ognev-Maulwurf (Talpa ognevi). Die meisten dieser Formen weisen abweichend vom Europäischen Maulwurf eine die Augen überdeckende Hautfalte auf und besitzen zudem ein typisch caecoidal aufgebautes Kreuzbein (die Öffnung des Foramens am vierten Kreuzbeinwirbel ist nach hinten gerichtet). Letzteres ist beim Europäischen Maulwurf hingegen europaeoidal gestaltet (die Öffnung des Foramens am vierten Kreuzbeinwirbel ist durch eine Knochenbrücke überdeckt). In diesem Merkmal finden sich stärkere Übereinstimmungen zum Iberischen Maulwurf (Talpa occidentalis). Auch hinsichtlich der Allozyme ergaben sich Unterschiede zwischen den einzelnen Formen, so dass bereits im Jahr 1987 Zweifel an diesen Zuweisungen bestanden. Studien am Schädel des Europäischen Maulwurfs von Individuen aus dem gesamten Verbreitungsgebiet, durchgeführt in den 1990er Jahren, zeigten eine hohe Variationsbreite mit klinalen Veränderungen, die zumeist geographisch und klimatisch erklärt wurden. Diese starke Variabilität konnte später auch durch molekulargenetische Untersuchungen bestätigt werden. So deckten genetische Studien aus den Jahren 2014 und 2015 innerhalb der Art des Europäischen Maulwurfs drei jeweils monophyletische Linien auf. Von diesen umfasste eine den eigentlichen Europäischen Maulwurf in West-, Zentral-, Ost- und Südeuropa. Eine weitere Linie bestand aus der Population im Norden der Apenninen-Halbinsel, während die dritte Tiere im Norden der Iberischen Halbinsel einschloss. Die letztgenannte Gruppe wurde im Jahr 2015 vom Europäischen Maulwurf abgetrennt und mit dem Aquitanien-Maulwurf (Talpa aquitania) als eigenständige Art erstbeschrieben. Für erstere besteht die Möglichkeit, dass es sich ebenfalls um eine eigenständige Art handelt.
Weitergehende genetische Untersuchungen konnten vor allem in den 2010er Jahren die Verwandtschaftsverhältnisse der Eurasischen Maulwürfe zueinander stärker klären. Hierbei ist innerhalb der Gattung Talpa eine westliche Klade um den Europäischen Maulwurf, den Blindmaulwurf (Talpa caeca) und den Levantinischen Maulwurf (Talpa levantis) von einer östlichen Gruppe um den Kaukasischen Maulwurf abzutrennen. Beide Linien haben sich wenigstens seit dem Übergang vom Miozän zum Pliozän vor rund 6 bis 5 Millionen Jahren eigenständig entwickelt. Die westliche Klade zeigt wiederum verschiedene Entwicklungslinien, innerhalb derer eine nähere Verwandtschaft zwischen dem Europäischen und dem Iberischen Maulwurf besteht, zuzüglich des Aquitanien-Maulwurfs. Die Trennung der beiden erstgenannten datiert in den Übergang vom Pliozän zum Unterpleistozän vor etwa 2,8 Millionen Jahren zurück, ihr genetischer Abstand beträgt über 8 %. Der Aquitanien-Maulwurf dagegen setzte sich vor rund 2,4 Millionen Jahren von der Linie des Iberischen Maulwurfs ab. In das unmittelbare Verwandtschaftsumfeld des Europäischen Maulwurfs gehört auch der seit dem Jahr 2018 als eigenständige Art geführte Martino-Maulwurf (Talpa martinorum) vom südöstlichen Balkan-Gebiet.
Bezüglich der Variabilität des Europäischen Maulwurfs bestehen Unklarheiten einer weiteren Differenzierung in Unterarten. Im Laufe der Forschungsgeschichte wurden zahlreiche Formvarianten eingeführt, von denen eine unterschiedliche Anzahl als Unterarten anerkannt wurden. Georg H. W. Stein beispielsweise unterschied im Jahr 1960 bis zu sieben Unterarten, wobei hier auch Vertreter eingeschlossen waren, die heute als eigenständig gelten wie der Kaukasische Maulwurf. Den eigentlichen Europäischen Maulwurf differenzierte er anhand der Breite des Rostrums stärker. Dadurch trennte er die breitschnauzige Form T. e. frisius aus dem östlichen von der schmalschnauzigen Form T. e. cinerea aus dem westlichen Europa ab. Die Nominatform T. e. europaea beschränkte er auf Südschweden. Nach Don E. Wilson und DeeAnn M. Reeder ist jedoch T. e. frisius als synonym zu T. e. europaea aufzufassen. Beide Autoren führten im Jahr 2005 in ihren Übersichtswerk Mammal Species of the World insgesamt drei Unterarten:
- T. e. cinerea Gmelin, 1788
- T. e. europaea Linnaeus, 1756
- T. e. velessiensis Petrov, 1941

Da in Hinsicht der Aufteilung des Europäischen Maulwurfs in Unterarten noch Forschungsbedarf besteht, stufte Boris Kryštufek im Jahr 2018 im achten Band des Standardwerkes Handbook of the Mammals of the World, das sich mit insektenfressenden Säugetieren beschäftigt, die Art als monotypisch ein.

## Stammesgeschichte
Die heutigen Vertreter der Eurasischen Maulwürfe sind eher selten im Fossilbericht nachweisbar. Im Vergleich dazu tritt der Europäische Maulwurf jedoch relativ regelmäßig an pleistozänen und frühholozänen Fundstellen auf. Unter Umständen täuscht die gute Erkennbarkeit der robusten Knochen der Art ein verhältnismäßig häufiges Vorkommen gegenüber anderen wühlenden Kleinsäugetieren vor. Im älteren Pleistozän finden sich zwei Größenvariationen an Maulwürfen. Von denen wird die kleinere mit Talpa minor bezeichnet und teilweise mit dem Blindmaulwurf (Talpa caeca) in Verbindung gebracht. Anhand der Zahnmerkmale zweifeln aber einige Autoren diese Verwandtschaftsbeziehung an. Die Art verschwand im Mittelpleistozän aus der Fossilgemeinschaft. Die größere Form wird wahlweise mit Talpa fossilis und Talpa europaea assoziiert. Erstere Bezeichnung stammt als Talpa vulgaris fossilis von Salamon János Petényi aus dem Jahr 1864 und wurde von ihm anhand von Funden aus Beremend im heutigen Ungarn geprägt. Petényi fand dabei nur wenige Unterschiede zum heutigen Europäischen Maulwurf und wies sie daher als Unterart aus (Talpa vulgaris ist ein Synonym von Talpa europaea). Allerdings hatte bereits 1848 Auguste Pomel den Namen für verschiedene Fossilreste aus Höhlenfundstellen des Pleistozäns in Europa verwendet, die ihn stark an den Europäischen Maulwurf erinnerten. Nachfolgende Autoren sahen vor allem im 20. Jahrhundert Talpa fossilis als zeitlich von Talpa europaea abzusetzende Art an (Chronospecies). Dies führte dazu, dass hauptsächlich mittelpleistozäne Funde wahlweise einer der beiden Formen zugewiesen wurden, so etwa aus Hundsheim in Österreich, aber auch an Fundstellen aus Ungarn oder von der Apenninen-Halbinsel. Andere Lokalitäten, von denen Reste von Talpa europaea berichtet wurden, sind unter anderem mit Schöningen in Niedersachsen und Petersbuch in Bayern belegt. Eine Analyse aus dem Jahr 2015, die mehr als 110 Oberarmknochen von Talpa fossilis und Talpa europaea aus verschiedenen Fundstellen in Ungarn und Deutschland einbezog, kommt zu dem Schluss, dass beide als eigenständige Arten aufgefasst werden können.
Im ausgehenden Mittelpleistozän im Übergang zum Jungpleistozän kam in Europa dann weitgehend nur der Europäische Maulwurf vor. Genannt werden können unter anderem Neumark-Nord im Geiseltal in Sachsen-Anhalt und der Travertin von Weimar-Ehringsdorf in Thüringen. Stellvertretend für den Beginn des Jungpleistozäns steht hier die Kleinsäugerfauna aus einer Schlottenfüllung des Travertins von Bad Cannstatt in Stuttgart. Die Funde jener Zeit stimmen in den Ausmaßen weitgehend mit dem heutigen Europäischen Maulwurf überein. Im Ausklang der letzten Kaltzeit kam es zu einer bemerkenswerten Größenzunahme beim Europäischen Maulwurf. Ersichtlich wird dies unter anderem an den Fundstellen Gönnersdorf und Kettig, beide liegen im Neuwieder Becken in Rheinland-Pfalz und datieren in die Alleröd-Wärmeschwankung. Die hier aufgefundenen Maulwurfsreste bestehend aus Zähnen und Gliedmaßenknochen übertreffen in ihren Maßen jene des Europäischen Maulwurfs deutlich. Mitunter werden sie der Unterart T. e. magna zugewiesen, die einige Wissenschaftler in der Vergangenheit auch als eigenständige Art einstuften. Die Artabtrennung stieß weitgehend auf Ablehnung, da vermittelnde Übergangsformen dokumentiert sind. Die Tiere jener Zeit waren ausgesprochene Offenlandbewohner. Unklar ist, was die Größenveränderung verursachte. Zu Beginn des Holozäns tritt dann wieder der Europäische Maulwurf in seiner heutigen Größe auf, der Übergang erfolgte jedoch räumlich in unterschiedlichen Zeitphasen. Auch aus dieser Zeit liegen (sub-)fossile Reste des Europäischen Maulwurfs vor, so etwa aus der mesolithischen Siedlung von Bedburg-Königshoven in Nordrhein-Westfalen, hier mit verschiedenen Unterkiefern, von denen einzelne oligodonte Merkmale tragen.

## Europäischer Maulwurf und Mensch

### Konflikte

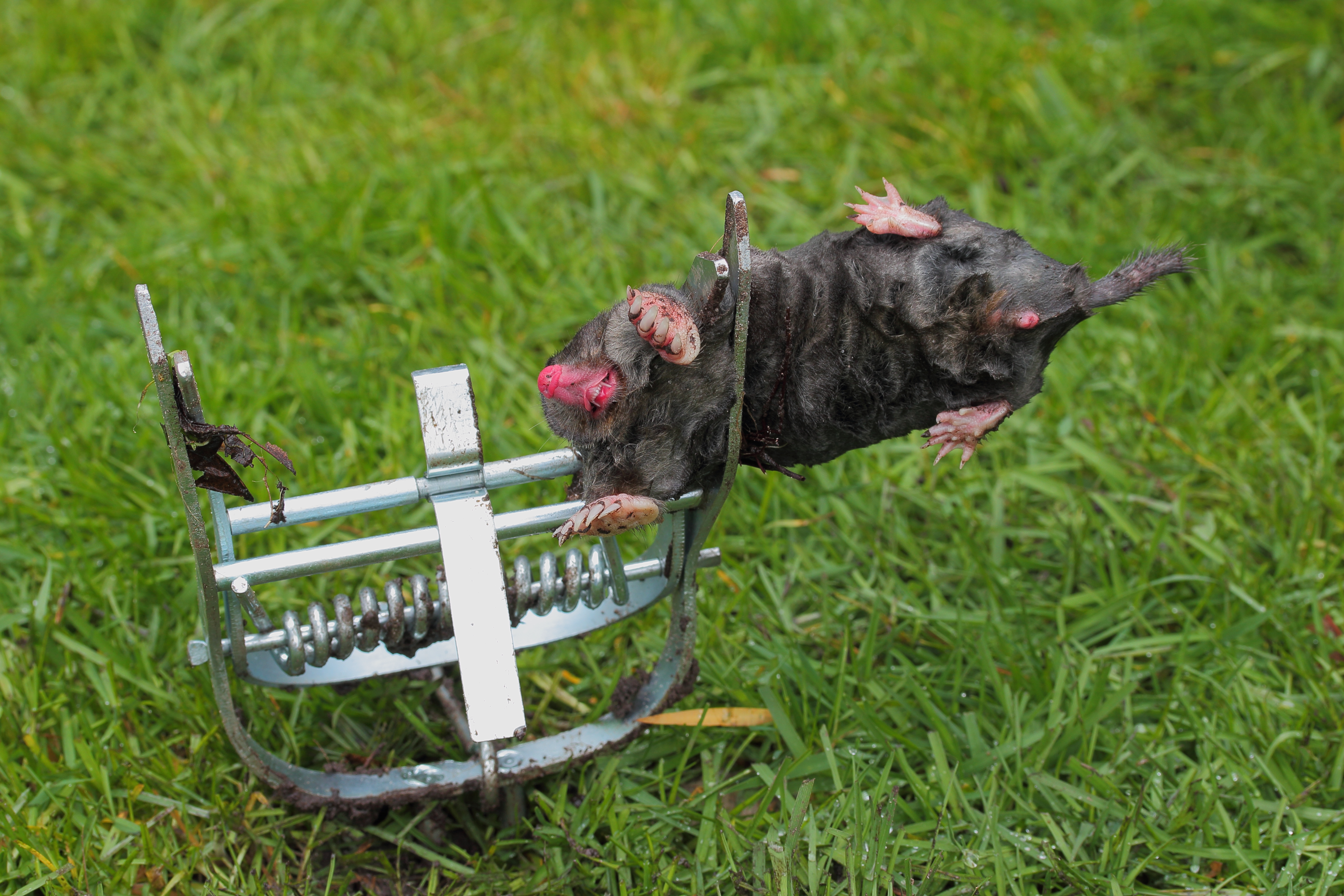
Durch eine Tierfalle getöteter Europäischer Maulwurf

Konflikte zwischen dem Menschen und dem Europäischen Maulwurf basieren vorwiegend auf der Grabetätigkeit der Tiere. Obwohl sie reine Fleischfresser sind und keine pflanzliche Nahrung verzehren, kann ihre grabende Lebensweise Pflanzenwurzeln beeinträchtigen. Die Hügel und Tunnel führen manchmal zur Beschädigung von Mäh- und Erntegeräten. In anderen Fällen ist der Europäische Maulwurf nur indirekt beteiligt, da seine Gänge und Tunnel anderen, Schäden verursachenden Tieren einen leichteren Zugang ermöglichen, so beispielsweise der Ostschermaus oder der Feldmaus. Vielfach sind es jedoch rein optische Gründe, die den Europäischen Maulwurf als „störend“ wirken lassen, wie etwa bei Garten-, Park- und Sport- beziehungsweise Vergnügungsanlagen.
Auch kam es wegen der unterschiedlichen Beurteilung der Nahrungsart und -menge des Europäischen Maulwurfs in früheren Jahrzehnten zu heftigen Kontroversen über seine vermeintliche „Schädlichkeit“ (Regenwurmvernichter) oder „Nützlichkeit“ (Drahtwurmvertilger). Unter anderem hat Alfred Brehm in seinem Werk Brehms Tierleben in der Ausgabe von 1927 mit einzelnen Aussagen zum Europäischen Maulwurf als „im Verhältnis zu seiner Größe […] wahrhaft furchtbares Raubtier“ zu seinem schlechten Ruf beigetragen. Johann Peter Hebel dagegen erklärte bereits 1811 den Lesern des Rheinländischen Hausfreundes: „Wenn ihr also den Maulwurf recht fleißig verfolgt, und mit Stumpf und Stiel vertilgen wollt, so thut ihr euch selbst den grösten Schaden und den Engerlingen den grösten Gefallen.“
Aufgrund der weitläufigen Einschätzung des Europäischen Maulwurfs als „Schädling“ wurde und wird er vielfach bekämpft. In der Vergangenheit kamen Gifte wie Strychnin zum Einsatz, heute erfolgt dies überwiegend mittels Tierfallen (meist Klapp- oder Springfallen). Hierbei sterben die Tiere Untersuchungen zufolge aber häufig an Blutungen, was nicht mit dem Übereinkommen über internationale humane Fangnormen (Agreement on International Humane Trapping Standards – AIHTS) übereinstimmt. Neben diesen tödlichen Methoden gibt es auch verschiedene Ansätze einer Vergrämung mit ökologischen Mitteln. Hierzu gehören unter anderem eine olfaktorische oder akustische Abwehr. Weitere Ansätze bestehen in einer künstlichen Versauerung der Böden, die zu einer Abwanderung der Regenwürmer und somit einer lokalen Bestandsreduzierung des Europäischen Maulwurfs führen.

### Kulturelle Einflüsse

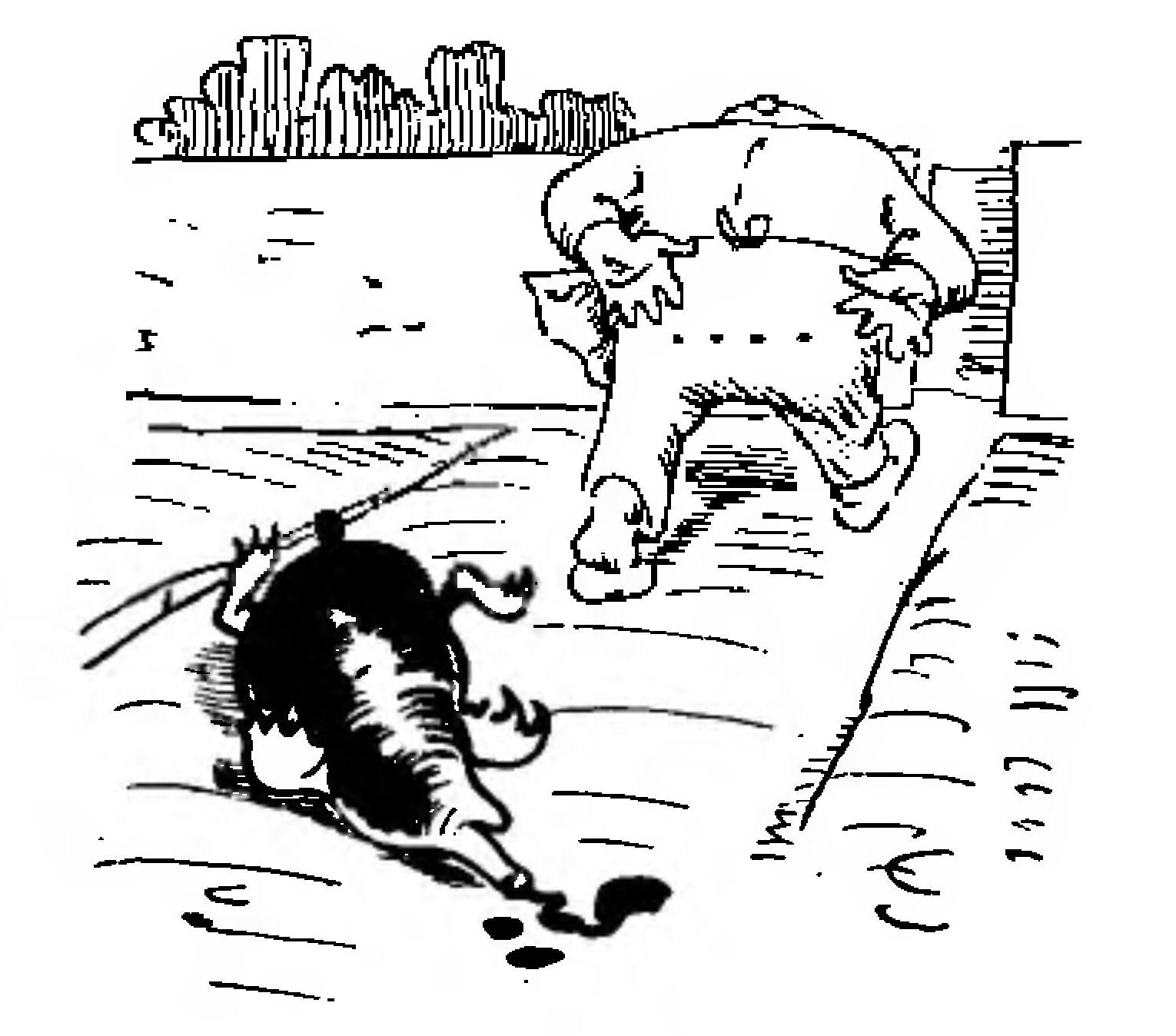
Gärtner Knoll und der von ihm getötete Maulwurf aus Wilhelm Buschs Bildergedicht „Der Maulwurf“, 1874

Innerhalb der menschlichen Kultur hinterließ der Europäische Maulwurf verschiedentlich Spuren. Bereits im Jahr 1874 verfasste Wilhelm Busch sein Bildergedicht Der Maulwurf, das innerhalb der Sammlung Dideldum! erschien. In diesem ließ er den Gärtner Knoll einen Kampf mit einem Maulwurf austragen. Dabei zerstört Knoll einen Teil seines Gartens, bevor er das Tier letztendlich tötet. Internationale Bekanntheit erlangte auch die Zeichentrickserie Der kleine Maulwurf (Krteček). Die Figur wurde im Jahr 1956 vom tschechischen Zeichner Zdeněk Miler ersonnen. Sie erlebte kurz darauf ihr erstes Abenteuer, dem in den folgenden fast fünf Dekaden zahlreiche weitere folgen sollten. Auch das Kinderbuch Vom kleinen Maulwurf, der wissen wollte, wer ihm auf den Kopf gemacht hat von Werner Holzwarth und Wolf Erlbruch von 1989 wurde ein internationaler Bestseller. Weitere bekannte Maulwürfe aus der Kinderliteratur sind „Der Maulwurf Grabowski“ (Luis Murschetz), der durch menschliche Bautätigkeit aus seinem Revier vertrieben wird, sowie „Malsehn, ein Maulwurf“ (Julia Cunningham, im Original „Maybe, a mole“), der Freundschaft mit einem Fuchs schließt.
Darüber hinaus ist die Bezeichnung „Maulwurf“ in der Alltagssprache teils negativ konnotiert. Der Europäische Maulwurf findet sich als Wappentier einiger europäischer Ortschaften, etwa der französischen Gemeinde Gonnehem.

### Bedrohung und Schutz
Der Europäische Maulwurf als Art ist weit verbreitet und in begünstigten Lebensräumen relativ häufig mit einer stabilen Population anzutreffen. Die IUCN listet ihn daher in seinem Gesamtbestand als „nicht gefährdet“ (least concern). Größere Bedrohungen sind nicht bekannt. Lokal kann der Europäische Maulwurf durch seine Kategorisierung als „Schädling“ aber in Bedrängnis geraten. Früher wurden die Tiere zudem wegen ihres Felles gejagt, was hauptsächlich in den nördlichen Bereichen seines Verbreitungsgebietes vorkam. Allein im Jahr 1906 wurden rund eine Million Maulwurfsfelle in London gehandelt und in den 1920er Jahren jährlich rund zwei Millionen in die USA exportiert. In der ehemaligen Sowjetunion gelangten in der zweiten Hälfte der 1930er Jahre jährlich zwischen zwanzig und dreißig Millionen Felle auf den Markt. Die Zahlen gingen in den 1970er Jahren zurück, heute ist diese Praxis weitgehend nicht mehr üblich. Die Art ist in zahlreichen Schutzgebieten präsent. Darüber hinausgehende Schutzmaßnahmen werden von der Umweltschutzorganisation nicht für erforderlich erachtet.
Lokal bestehen andere Einstufungen. In Deutschland sind generell (mit Ausnahmen) alle heimischen Arten der Säugetiere nach Anlage 1 der Bundesartenschutzverordnung besonders geschützt – und somit auch der Europäische Maulwurf. Daher verbietet es § 44 des Bundesnaturschutzgesetzes (BNatschG) diesen Tieren nachzustellen, sie zu fangen, zu verletzen oder zu töten. Einzig die Vergrämung ist erlaubt. In der Roten Liste des Bundesamtes für Naturschutz geht die Behörde gegenwärtig (Stand 2020) davon aus, dass der Europäische Maulwurf ungefährdet ist, wenn auch ein Bestandsrückgang zu verzeichnen ist. In Österreich untersagen § 6 des Bundesgesetzes über den Schutz der Tiere (Tierschutzgesetz – TSchG) Abs. 1 und § 222 Abs. 3 des Strafgesetzbuches das Töten von Wirbeltieren ohne vernünftigen Grund, so dass hier nur in besonderen Fällen eine Tötung erlaubt ist. Auch nach § 5 des Tierschutzgesetzes ist es nicht gestattet, „einem Tier ungerechtfertigt Schmerzen, Leiden oder Schäden zuzufügen oder es in schwere Angst zu versetzen“. In der Schweiz verbietet das Tierschutzgesetz (TSchG) grundsätzlich das Zufügen von Schmerzen und Leiden bei einem Tier.
Im Jahr 2020 wurde der Europäische Maulwurf sowohl in Deutschland durch die Deutsche Wildtier Stiftung als auch in Österreich vom Naturschutzbund Österreich als Tier des Jahres ausgewählt.

### Haltung in Zoos
Der Europäische Maulwurf wird selten in Zoos gehalten. Europaweit gab es in rund einem halben Dutzend Ländern Zoobestände. Ehemalige deutsche Halter sind Zoos in Osnabrück, Dresden und Köthen.